# Бококоторска књижевност
Бококоторска књижевност представља део српске књижевности који се током хуманизма, ренесансе и барока развијао у Боки на латинском, италијанском и у мањој мери народном језику, а блиско је повезан са развојем дубровачке књижевности. Њен први центар био је Котор (уз који се касније истичу Пераст и Будва), који је био важан приморски центар средњовековне Србије, о чему сведочи присуство фра Вита (градитеља Високих Дечана) и Николе Бућа (протовестијара Душана Силног (краљ 1331—1346, цар 1346—1355)) на српском двору XIV века. Једна од специфичности Бококоторске књижевности, је и породично стваралаштво односно појава да се у једној породици, па чак и генерацији јави неколико писаца, што ће се касније бити одлика и породице Петровић-Његош.

## Значајнији књижевни центри и писци
У XIV веку се јавља први хуманиста српског Приморја, которски бискуп Дарса, који је на латинском језику написао дело информативно-каталошког карактера. Са уласком Котора у састав Млетачке републике 1420. године, убрзава се његов културни развој и јавља се читав низ писаца на латинском језику (Никола Маињанин, Јероним Баска, Хијацинт Болица, Иван Палташић, Бернард Пима и други). Током XVI века, у доба романтизма, даље се развија которско стваралаштво, писано на латинском и италијанском језику, за разлику Дубровчана који пишу на, како га они називају, словинском језику. Без обзира на то, у њиховим делима се осећа завичајно родољубље, а посебну карактеристику представљају породице које су давале по неколико писаца, попут Бућа, Бизантија (најзначајнији међу њима био је најпознатији петраркиста Ђорђе Бизанти), Болица, Пасковића (најзначајнији међу њима био је најпознатији которски ренесансни стваралац Људевит Пасковић) и других. Трећи значајни петраркиста био је Иван Бона, који се попут Пасковића залагао за деловање на матерњем језику, иако је и он стварао на италијанском језику.
У ери барока, током XVII века, јављају се и други књижевни центри, осим Котора (Пераст, Доброта, Прчањ, Будва), ствара се готово искључиво поезија, а поред латинског и италијанског, пише се и на народном језику, који се по узору на дубровачке писце назива словинским.
Нови књижевни центар постао је Пераст, а и за овај период су карактеристичне песничке породице, попут Змајевића, Мартиновића, Баловица, Мажаревића и Буровића. Најзначајнији барокни писац је барски надбискуп и примас српски Андрија Змајевић, који је одржавао живе везе са митрополитом херцеговачким Василијем Јовановићем и патријархом Арсенијем III Чарнојевићем (1674—1706), а на његово стваралаштво су утицали и идеолози барокног словенства Мавро Орбини и Иван Гундулић. Његова најзначајнија песма „Словенска Дубрава“ је инспирисана управо дубровачком књижевношћу и самим Дубровником, а настала је под утиском великог земљотреса који је 6. априла 1667. године разорио град.„Љетопис црковнога старога и новога закона света и крепостна држава словинско-латинска“ је његово најпознатије дело, базирано на Орбинијевом „Краљевству Словена“, писано народним језиком, објављено на латиници и ћирилици. Поред његовог рада, треба поменути и драму о Косовској бици непознатог аутора која представља прераду житија кнеза Лазара у дванаестерачком стиху, као и „Причу о боју косовском“, за коју се на основу језика сматра да је настала такође у Перасту, а сачувана је у тридесетак рукописа, који су датирани у прву половину XVIII века. Од писаца који су стварали у XVIII веку, треба поменути секретара которског бискупа Ивана Ненадића, међу чијим делима се истиче драмско дело „Приказивање муке Језусове“, које доноси модернизован поглед устаљених црквених виђења, а значајно дело му је и историјски спев савремене тематике „Шамбек сатарисан“.
У другој половини XVII, као и током XVIII и XIX века, као једно од средишта Бококоторске књижевности јавља се и Будва. Први значајнији писац је Крсто Ивановић, родом са Цетиња, који пише „Анале“ града Будве, а сматра се да су неке од његових песама на народном језику заступљене у зборнику под називом „Будвљанска пјесмарица“. Након њега се, у другој половини XVIII века, јављају браћа Зановићи (Стефан и Мирослав). Стефананова дела су разнолика и по језику (италијански, немачки, француски) и по темама и по жанровима, а међу њима се истичу „Турска писма“, као и дела о Шћепану Малом, Скендербегу и друга везана за то поднебље. Сам Стефан је био пустолов европског ранга, који је боравио по европским дворовима и дружио се са значајним интелектуалцима свога доба (Волтер, Русо, Глук и други). Његов брат Мирослав је на народном језику објавио две збирке песама, око 1785. године. Њихов савременик био је и Антун Којовић, који водио дневник на италијанском језику и на локалном говору писао лаке комедије и пригодне песме. Он је био будвански парох и учитељ у приватној школи, коју је похађао и Стефан Митров Љубиша, на чије је стваралаштво утицао.